# Windpark Georgsfeld
Der Windpark Georgsfeld in Aurich-Georgsfeld ist nach dem Windpark Rysumer Nacken und dem Offshore-Windenergieanlagen-Testgelände Cuxhaven der dritte Windpark, auf dem Enercon-E-126-Windkraftanlagen zum Einsatz kamen.
Im Jahr 2007 wurden dort zwei Enercon E-126 errichtet. Jede der Anlagen hat eine Nabenhöhe von 135, einen Rotordurchmesser von 127 Metern und eine Nennleistung von sechs Megawatt. Im Jahr 2010 wurde im Windpark Georgsfeld eine dritte verbesserte Enercon E-126 mit einer Nennleistung von 7,5 Megawatt aufgestellt. Bei diesem Anlagentyp, den Enercon seit 2007 fertigt (seit 2008 in Serie), handelte es sich um den damals leistungsfähigsten Windkraftanlagentyp der Welt. Der erwartete durchschnittliche Jahresertrag des Windparks liegt bei 54 GWh pro Jahr.